# Linda Evans

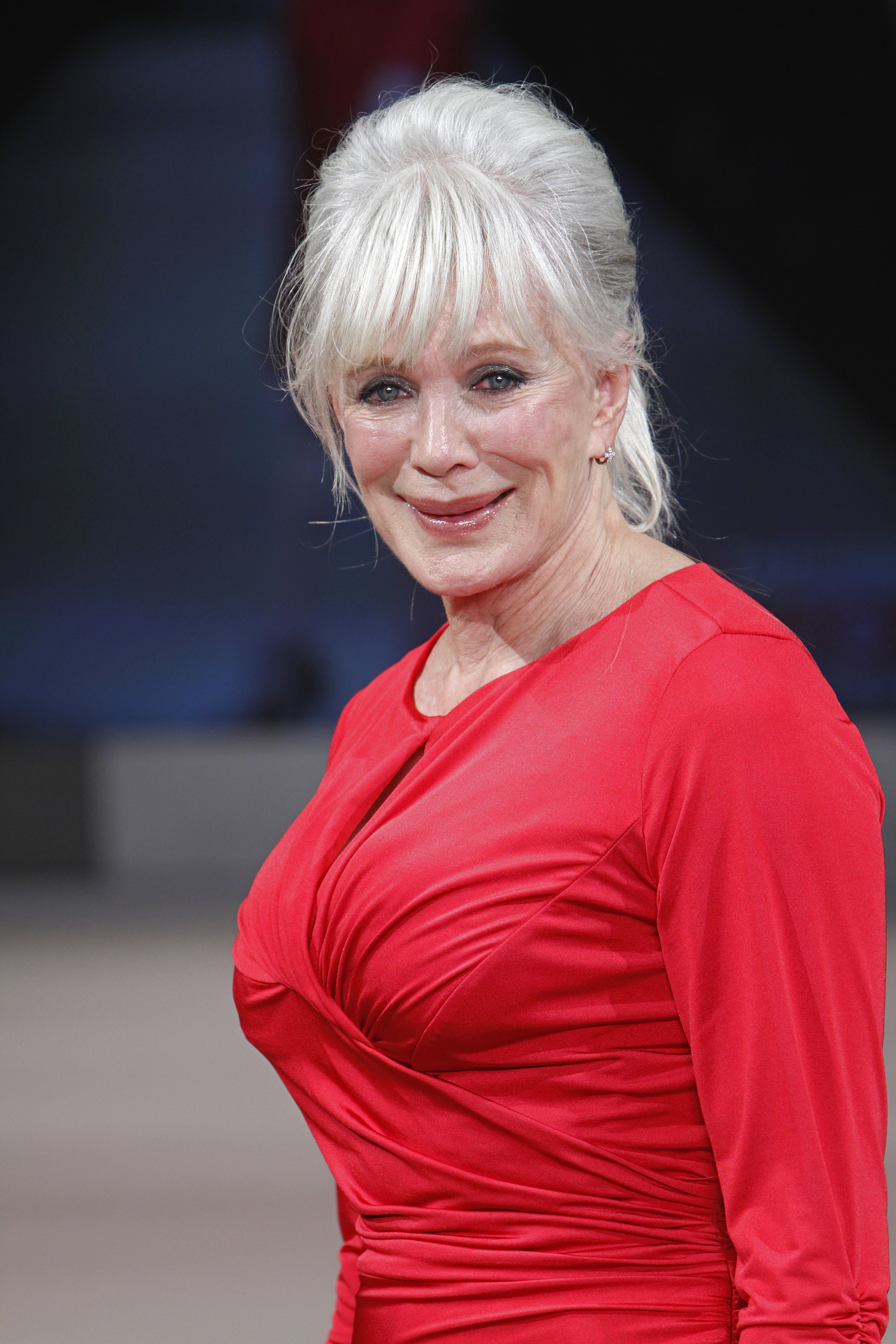
Linda Evans (2012)

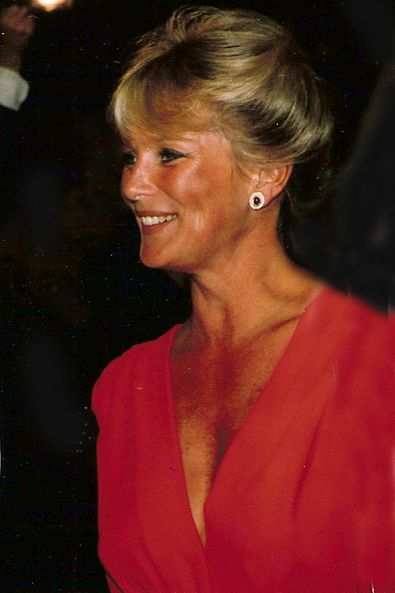
Linda Evans (1995)

Linda Evans (* 18. November 1942 in Hartford, Connecticut, als Linda Evanstad) ist eine US-amerikanische Schauspielerin. Bekanntheit erlangte sie durch Rollen in der Westernserie Big Valley und der Glamour-Fernsehserie Der Denver-Clan (Dynasty).

## Frühes Leben
Linda Evans wurde 1942 als zweite von drei Töchtern des Ehepaars Arlene (geborene Dart; 1917–1969) und Alba Evanstad (1904–1958) in Hartford, Connecticut, geboren. Ihre Eltern waren beide professionelle Tänzer und sind norwegischer Abstammung. Als sie sechs Monate alt war, zog die Familie von Hartford nach North Hollywood.

## Karriere
Die junge Linda Evanstad besuchte die Hollywood High School, wo sie Schauspielunterricht nahm, um sich von ihrer Schüchternheit zu heilen. Als sie ihre berufliche Karriere begann, änderte sie ihren Nachnamen in „Evans“.
Bekannt wurde Linda Evans durch die Westernserie Big Valley. Danach folgten einige Fernsehfilme, bis für sie 1981 der Durchbruch als Krystle Carrington in der erfolgreichen Fernsehserie Der Denver-Clan kam. Ihre deutsche Synchronstimme war dabei Gisela Fritsch. In der Fernsehserie Fackeln im Sturm spielte sie 1985 die Rolle der Rose Sinclair.
Nach dem Ende des Denver-Clans wandte sich Evans weitgehend von der Schauspielerei ab und gründete im Jahr 1992 eine Firma für Fitnessstudios. Zu Spitzenzeiten gehörten ihr bis zu 15 Fitnessstudios.

## Privates
Evans war von 1968 bis 1974 mit dem Schauspieler und Regisseur John Derek, dem späteren Ehemann von Bo Derek, verheiratet; danach von 1976 bis 1981 mit Stan Hermann. Beide Ehen blieben kinderlos. Mit dem griechischen Komponisten Yanni war sie mehrere Jahre liiert. Mittlerweile lebt sie in Tacoma, Washington.
Linda Evans ist ebenso wie Shirley MacLaine Anhängerin der neureligiösen Bewegung um das sogenannte göttliche Geistwesen Ramtha, als dessen Medium JZ Knight seit 1978 auftritt. Kritiker bezeichnen Knight als manipulative „Sektenführerin“ und Ramtha als betrügerisches Konstrukt zur Geldeinnahme.

## Filmografie (Auswahl)
- 1960–1962: The Adventures of Ozzie and Harriet (Fernsehserie, 5 Folgen)
- 1963: Rufmord (Twilight of Honor)
- 1965: Surf Beach Party (Beach Blanket Bingo)
- 1965: Mein Onkel vom Mars (Fernsehserie, Folge Martin’s Favorite Martin)
- 1965: Diese Calloways
- 1965–1969: Big Valley (The Big Valley, Fernsehserie, 112 Folgen)
- 1973: Ein Sheriff in New York (Fernsehserie, Folge Butch Cassidy Rides Again)
- 1974: Verflucht sind sie alle (The Klansman)
- 1974: Mannix (Fernsehserie, Folge The Ragged Edge)
- 1975: Mitchell
- 1976–1977: Hunter (Fernsehserie, 13 Folgen)
- 1976: Detektiv Rockford – Anruf genügt (Fernsehserie, 2 Folgen)
- 1979: Lawinenexpress (Avalanche Express)
- 1980: Ich, Tom Horn (Tom Horn)
- 1981: Ein Colt für alle Fälle (The Fall Guy, Fernsehserie, Cameo-Auftritt)
- 1981–1989: Der Denver-Clan (Fernsehserie, 208 Folgen)
- 1985: Fackeln im Sturm (Fernsehserie, eine Folge)
- 1986: Verbranntes Land (The Last Frontier)
- 1991: Der beste Spieler weit und breit – Sein höchster Einsatz (The Gambler Returns: The Luck of the Draw, Fernsehfilm)
- 1991: Denver – Die Entscheidung (Dynasty: The Reunion, Fernsehfilm)
- 1995: Die Verblendeten (Dazzle; Fernsehfilm)
- 1997: Die Stiefschwester (The Step Sister, Fernsehfilm)
- 2020: Das Traumschiff (Fernsehserie, Folge Kapstadt)
- 2021: Swan Song

## Auszeichnungen
- 1970 und 1983 erhielt sie den bronzenen Bravo Otto der deutschen Jugendzeitschrift Bravo.
- Als eine der schönsten Frauen Amerikas war sie 1971 im Playboy zu sehen und ebenso als fast 40-Jährige 1982.
- Sie hat einen Stern auf dem Hollywood Walk of Fame, 6834 Hollywood Blvd.